# Crime contra o patrimônio público
O crime contra o patrimônio público se configura nos atos de vandalismo contra bens públicos e de uso coletivo, tais como a destruição da sinalização rodoviária, incêndios criminosos de transportes públicos, destruição do sistema de iluminação pública, de gramados e jardins. O conjunto de bens e direitos de valor econômico, estético, histórico, artístico, ou turístico, que pertencem a administração pública configuram o chamado patrimônio público.

## No Brasil
Segundo o artigo 163 do Código Penal, destruir, inutilizar ou deteriorar o bem ou serviços de uma união, tanto estado, quanto município é considerado crime contra o patrimônio público. A pessoa só pode ser presa por este crime, caso seja pega em flagrante. 
O cidadão tem direito a pagar fiança no valor de um a seis salários mínimos, caso contrário, pode pegar de um a três meses de detenção. (dano simples).
A pena é aumentada se presentes as circunstâncias previstas no parágrafo único- dano qualificado, com pena de seis meses a três anos, e multa, além da pena correspondente à violência. Para o crime de receptação, a pena simples é de reclusão de um a quatro anos, mais multa. Já a pena para receptação qualificada é de prisão de 3 a 8 anos. Se for contra o patrimônio do Estado e de serviços públicos ou de sociedades de economia mista, a pena de prisão será dobrada, de 6 a 16 anos.
“A pessoa tem que ter consciência que o bem público também pertence a ele e se o cidadão danifica, está causando um dano a si próprio”.
O princípio da irrelevância penal do fato sugere a não-imposição de sanção em razão de crimes em que exista tamanha desproporcionalidade entre o mal decorrente da prática do delito e os efeitos colaterais socialmente danosos da aplicação da pena, de modo a torná-la contrária às suas próprias finalidades. O princípio da irrelevância penal do fato pode ser aplicado sempre que o delito tenha causado lesão irrisória ao bem jurídico protegido (ínfimo desvalor do resultado) e as circunstâncias do crime e as condições subjetivas do acusado se lhe revelem extremamente favoráveis (ínfimo desvalor da ação), de forma que a imposição de pena ao réu revele-se mais agressiva aos valores arraigados na sociedade do que o próprio delito cometido. Recurso parcialmente provido.